# Jorge Ruiz Flores
Jorge Ruiz Flores (Murcia, 10 de julio de 1975) es un cantante, compositor, logopeda y escritor español conocido por ser el vocalista y líder del grupo musical español Maldita Nerea, activo desde 2003.

## Biografía
Jorge Ruiz Flores nació en Murcia (España) en 1975, ciudad en la que creció pero que abandonó durante su etapa universitaria, ya que se trasladó a Salamanca para estudiar Logopedia.
Tras conseguir el título de logopeda y maestro de Audición y Lenguaje, se especializó en temas como el talento, la comunicación, las emociones y el emprendimiento en el ámbito educativo; pasiones que pronto comenzaron a introducirle en el mundo de la música y que se ven reflejadas en cada una de sus letras.
En el año 2000 Jorge Ruiz creó, junto a otros dos compañeros, el grupo musical Maldita Nerea, uno de los grandes referentes de la música pop en la actualidad, no solo en España sino en Latinoamérica. Aunque Maldita Nerea se fundó originalmente en Murcia, fue en Salamanca, ciudad en la que estudió Jorge, donde el grupo se dio a conocer mediante conciertos en pequeñas salas. Poco a poco el grupo fue ganando más y más adeptos hasta convertirse en un fenómeno a nivel local en el año 2003. Es entonces cuando Universal Music decide apostar por el grupo murciano y publica, en octubre de ese mismo año, su álbum debut, Cuarto creciente.
Tras el estreno de su primer disco y su salida de Universal Music, Jorge Ruiz decide que su segundo trabajo sea autoeditado, lanzando así en 2007 El Secreto de las Tortugas, el álbum que les llevaría a la fama. En 2009 Jorge Ruiz lanza su tercer disco como líder de Maldita Nerea y emprende su primera gira nacional junto a sus compañeros.
Es en 2010 cuando Maldita Nerea comienza a cosechar sus primeros éxitos gracias al triunfo de la canción Cosas que suenan a..., single que les llevó a lo más alto y que consiguió el premio a mejor canción en los Premios 40 principales de 2010, ceremonia en la que la banda murciana se alzó también con los galardones a mejor grupo y mejor artista revelación.
En 2011 Jorge Ruiz presenta un nuevo trabajo musical como líder de Maldita Nerea: Fácil. Un disco con el que el que el grupo tuvo la oportunidad de recorrer toda España y llegar por primera vez a nuevos lugares como México y Londres, situando al grupo en el panorama internacional. Tras alcanzar un éxito inesperado, Maldita Nerea decide frenar un tiempo y Jorge Ruiz se traslada a Miami, donde comienza a componer para su próximo disco, que no saldrá hasta tres años después.
Dos años más tarde, en 2013, Jorge decide utilizar el descanso de la formación murciana para centrarse en su pasión por la educación y comienza a ofrecer conferencias en numerosas universidades y congresos relacionados con el aprendizaje y la formación educativa. Además, el líder de Maldita Nerea participó también en este mismo año en Mentes Brillantes, una conferencia celebrada en Madrid para promover la ciencia, la innovación y el desarrollo en la que Jorge Ruiz insistió en que «el cambio educativo es necesario, posible y tarea de todos».
En 2014 Jorge regresa a los escenarios de la mano de Maldita Nerea con un nuevo tema bajo el brazo: Buena Energía , un sencillo creado para ser la canción oficial de la Selección Española en el Mundial de Fútbol de Brasil de 2014.  El sencillo formaba parte del nuevo disco que el grupo sacaría en octubre de ese mismo año: Mira Dentro, un álbum que supone el regreso a un sonido mucho más personal y parecido al de sus primeros trabajos.
El último lanzamiento musical de Jorge Ruiz como líder de la formación murciana tiene lugar en 2017. Se trata de su último disco: Bailarina. El sencillo principal del trabajo, titulado igual que el propio álbum, fue elegido como la canción oficial de La Vuelta Ciclista a España 2017. Tras la publicación de este último trabajo, Jorge se estrena como escritor novel y lanza su primera obra literaria: Bailarina, una estrella abriendo camino.
Actualmente el líder de Maldita Nerea compagina su carrera musical con la de Logopedia y Maestro de Audición y Lenguaje,participando en numerosas conferencias y charlas en las que el cantante intenta transmitir sus valores vinculados al optimismo, el talento y la comunicación. En 2015 fue nombrado embajador de honor de la Fundación Promete, institución con la que ha realizado varias giras universitarias para promover el desarrollo del talento. Desde 2019 es el presidente de dicha Fundación.

## Discografía
Como líder de Maldita Nerea, Jorge Ruiz ha publicado los siguientes trabajos:

### Cuarto creciente (2003)

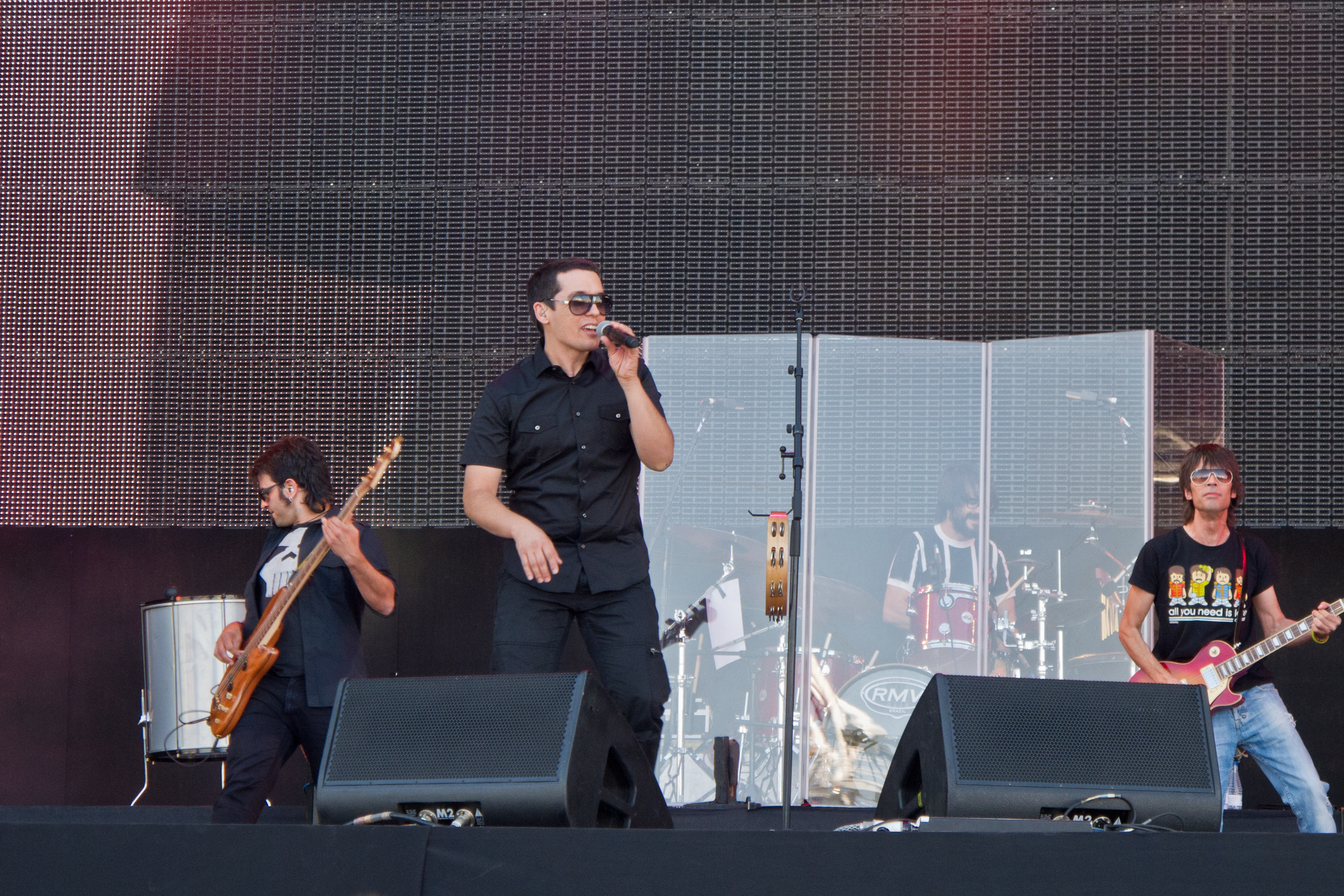
Jorge Ruiz actuando en el escenario del Rock in Rio 2012

- Lanzamiento: octubre de 2003
- Discográfica: Universal Music
- Tipo de álbum: Inédito

| N.º | Título                         | Duración |
| --- | ------------------------------ | -------- |
| 1   | «Se está haciendo tarde»       | 3:50     |
| 2   | «Ninguno de dos»               | 3:28     |
| 3   | «Mi rey y yo»                  | 4:00     |
| 4   | «Te hablaré»                   | 4:01     |
| 5   | «Cariño yo solo quiero llamar» | 4:01     |
| 6   | «Aunque ni siquiera existas»   | 3:59     |
| 7   | «Seis»                         | 5:06     |
| 8   | «Que no es verdad»             | 4:05     |
| 9   | «Sabes demasiado»              | 3:25     |
| 10  | «Cuarto creciente»             | 5:37     |

### Maldita Maqueta (2004)
- Lanzamiento: 2004
- Discográfica: Autoeditado
- Tipo de álbum: Inédito + recopilatorio

| N.º | Título                               |
| --- | ------------------------------------ |
| 1   | «La canción de Ana»                  |
| 2   | «Cuarto creciente»                   |
| 3   | «Ninguno de dos»                     |
| 4   | «Quiero verte alrededor»             |
| 5   | «Sabes demasiado»                    |
| 6   | «Mi rey y yo»                        |
| 7   | «Se está haciendo tarde»             |
| 8   | «Mi pequeño invierno»                |
| 9   | «Cariño yo solo quiero llamar»       |
| 10  | «Te hablaré»                         |
| 11  | «Seis»                               |
| 12  | «La gran mentira»                    |
| 13  | «Kantamelade» (con Lagarto Amarillo) |

### El secreto de las tortugas (2007)
- Lanzamiento: 15 de marzo de 2007
- Discográfica:  Cuarto Creciente Producciones
- Tipo de álbum: Inédito

| N.º | Título                                              | Duración |
| --- | --------------------------------------------------- | -------- |
| 1   | «El secreto de las tortugas»                        | 4:08     |
| 2   | «Abrí los ojos»                                     | 3:25     |
| 3   | «Piedra, papel o tijera»                            | 4:29     |
| 4   | «Con trocitos»                                      | 4:08     |
| 5   | «Por eso» (Kantamelade)                             | 5:19     |
| 6   | «La raya»                                           | 4:03     |
| 7   | «Hace tiempo que dices»                             | 3:42     |
| 8   | «Su película»                                       | 4:01     |
| 9   | «Después de todos estos años»                       | 3:15     |
| 10  | «Todo está perfecto»                                | 4:10     |
| 11  | «El secreto de las tortugas» (con Los Delinqüentes) | 4:08     |

### Es un secreto... No se lo digas a nadie(2009)
- Lanzamiento: 7 de mayo de 2009
- Discográfica: Sony Music Entertainment España
- Tipo de álbum: Recopilatorio

| N.º | Título                                                   | Duración |
| --- | -------------------------------------------------------- | -------- |
| 1   | «Por el miedo a equivocarnos»                            | 4:02     |
| 2   | «Cosas que suenan a...»                                  | 4:36     |
| 3   | «Tu mirada me hace grande»                               | 4:18     |
| 4   | «Ninguno de dos»                                         | 3:38     |
| 5   | «Adiós»                                                  | 5:46     |
| 6   | «Se está haciendo tarde»                                 | 4:22     |
| 7   | «Seis»                                                   | 5:01     |
| 8   | «El secreto de las tortugas»                             | 4:08     |
| 9   | «Con trocitos»                                           | 4:08     |
| 10  | «Piedra, papel o tijera»                                 | 4:19     |
| 11  | «Por eso» (Kantamelade)                                  | 5:19     |
| 12  | «La raya»                                                | 4:03     |
| 13  | «Abrí los ojos»                                          | 3:25     |
| 14  | «Hace tiempo que dices»                                  | 3:42     |
| 15  | «Supelícula»                                             | 4:01     |
| 16  | «Después de todos estos años»                            | 3:15     |
| 17  | «Todo está perfecto»                                     | 4:10     |
| 18  | «Por el miedo a equivocarnos (versión directo-acústico)» | 4:20     |
| 19  | «Piedra, Papel O Tijera (Version Directo Acustico)»      | 4:40     |
| 20  | «Con Trocitos (Version Directo Acustico)»                | 4:18     |

### Fácil(2011)
- Lanzamiento: 16 de mayo de 2011
- Discográfica: Sony Music Entertainment España
- Tipo de álbum: Inédito

| N.º | Título                                      | Duración |
| --- | ------------------------------------------- | -------- |
| 1   | «Fácil»                                     | 4:46     |
| 2   | «¿No podíamos ser agua?»                    | 4:02     |
| 3   | «El error»                                  | 3:54     |
| 4   | «El último día»                             | 4:02     |
| 5   | «En el mundo genial de las cosas que dices» | 4:13     |
| 6   | «Con lo que nos hemos dado»                 | 4:08     |
| 7   | «Sobraron precipicios»                      | 3:57     |
| 8   | «Verso acabado. Punto.»                     | 4:13     |
| 9   | «El inventario»                             | 3:38     |
| 10  | «No queda nadie»                            | 3:55     |

### Mucho + Fácil(2012)
- Lanzamiento:  27 de noviembre de 2012
- Discográfica: Sony Music Entertainment España
- Tipo de álbum: Inédito + recopilatorio

| N.º | Título                                      | Duración |
| --- | ------------------------------------------- | -------- |
| 1   | «La respuesta no es la huida»               | 4:47     |
| 2   | «Hecho con tus sueños»                      | 3:57     |
| 3   | «Veré la estrella»                          | 3:34     |
| 4   | «Fácil»                                     | 4:46     |
| 5   | «¿No podíamos ser agua?»                    | 4:02     |
| 6   | «El error»                                  | 3:54     |
| 7   | «El último día»                             | 4:02     |
| 8   | «En el mundo genial de las cosas que dices» | 4:13     |
| 9   | «Con lo que nos hemos dado»                 | 4:08     |
| 10  | «Sobraron precipicios»                      | 3:57     |
| 11  | «Verso acabado. Punto.»                     | 4:13     |
| 12  | «El inventario»                             | 3:38     |
| 13  | «No queda nadie»                            | 3:55     |

### Mira Dentro(2014)
- Lanzamiento: 6 de oct. de 2014
- Discográfica:  Sony Music Entertainment España
- Tipo de álbum: Inédito

| N.º | Título                                           | Duración |
| --- | ------------------------------------------------ | -------- |
| 1   | «Mira dentro»                                    | 4:09     |
| 2   | «Mi única verdad»                                | 4:27     |
| 3   | «Perdona si te llamo amor»                       | 3:31     |
| 4   | «No pide tanto, idiota»                          | 3:44     |
| 5   | «La canción que no termina»                      | 3:24     |
| 6   | «Te merece la pena»                              | 4:01     |
| 7   | «Me contó (La canción de los equivocados)»       | 3:41     |
| 8   | «Lo que tu prefieres»                            | 3:58     |
| 9   | «Con una estrella en cada mano»                  | 3:52     |
| 10  | «Nunca estarás sola»                             | 4:22     |
| 11  | «La respuesta no es la huida (Versión acústica)» | 3:46     |

### Bailarina(2017)
- Lanzamiento:  8 de sep. de 2017
- Discográfica: Sony Music Entertainment España
- Tipo de álbum: Inédito

| N.º | Título                                 | Duración |
| --- | -------------------------------------- | -------- |
| 1   | «Bailarina»                            | 3:45     |
| 2   | «Cuando todas las historias se acaban» | 3:44     |
| 3   | «Desde las nubes»                      | 3:46     |
| 4   | «A quien quiera escuchar»              | 4:25     |
| 5   | «Me pesan las alas»                    | 3:13     |
| 6   | «Los abrazos que quedan»               | 3:16     |
| 7   | «Al beso siguiente»                    | 4:01     |
| 8   | «Calcetines»                           | 3:48     |
| 9   | «Siempre estaré ahí»                   | 3:03     |
| 10  | «Despídeme»                            | 4:34     |
| 11  | «Tú eres la vida» (Bonus Track)        | 3:46     |

## Sencillos y giras con Maldita Nerea

### Sencillos
| Año  | Sencillo                                                    | Disco                                   |
| ---- | ----------------------------------------------------------- | --------------------------------------- |
| 2003 | «Mi Rey y Yo»                                               | Cuarto Creciente                        |
| 2007 | «El Secreto De Las Tortugas» (con Los Delinqüentes)         | El Secreto De Las Tortugas              |
| 2008 | «Abrí Los Ojos»                                             | El Secreto De Las Tortugas              |
| 2009 | «Por El Miedo A Equivocarnos»                               | Es Un Secreto... No Se Lo Digas A Nadie |
| 2010 | «Cosas Que Suenan A...»                                     | Es Un Secreto... No Se Lo Digas A Nadie |
| 2010 | «El Secreto De Las Tortugas» (Versión De 2010)              | Es Un Secreto... No Se Lo Digas A Nadie |
| 2010 | «Tu Mirada Me Hace Grande»                                  | Es Un Secreto... No Se Lo Digas A Nadie |
| 2011 | «Fácil»                                                     | Fácil                                   |
| 2011 | «¿No Podíamos Ser Agua?»                                    | Fácil                                   |
| 2012 | «En El Mundo Genial De Las Cosas Que Dices»                 | Fácil                                   |
| 2012 | «La Respuesta No Es La Huida»                               | Mucho + Fácil                           |
| 2014 | «Buena Energía»                                             | Mira Dentro                             |
| 2014 | «Mira Dentro»                                               | Mira Dentro                             |
| 2014 | «Perdona Si Te Llamo Amor»                                  | Mira Dentro                             |
| 2015 | «No Pide Tanto, Idiota»                                     | Mira Dentro                             |
| 2015 | «Tú Eres La Vida»                                           | Bailarina                               |
| 2016 | «Te Dejo En Libertad (ft. Ha*Ash)»                          | Te Dejo En Libertad (Single)            |
| 2017 | «Bailarina»                                                 | Bailarina                               |
| 2017 | «Cuando Todas Las Historias Se Acaban (ft. Leire Martínez)» | Bailarina                               |

### Giras

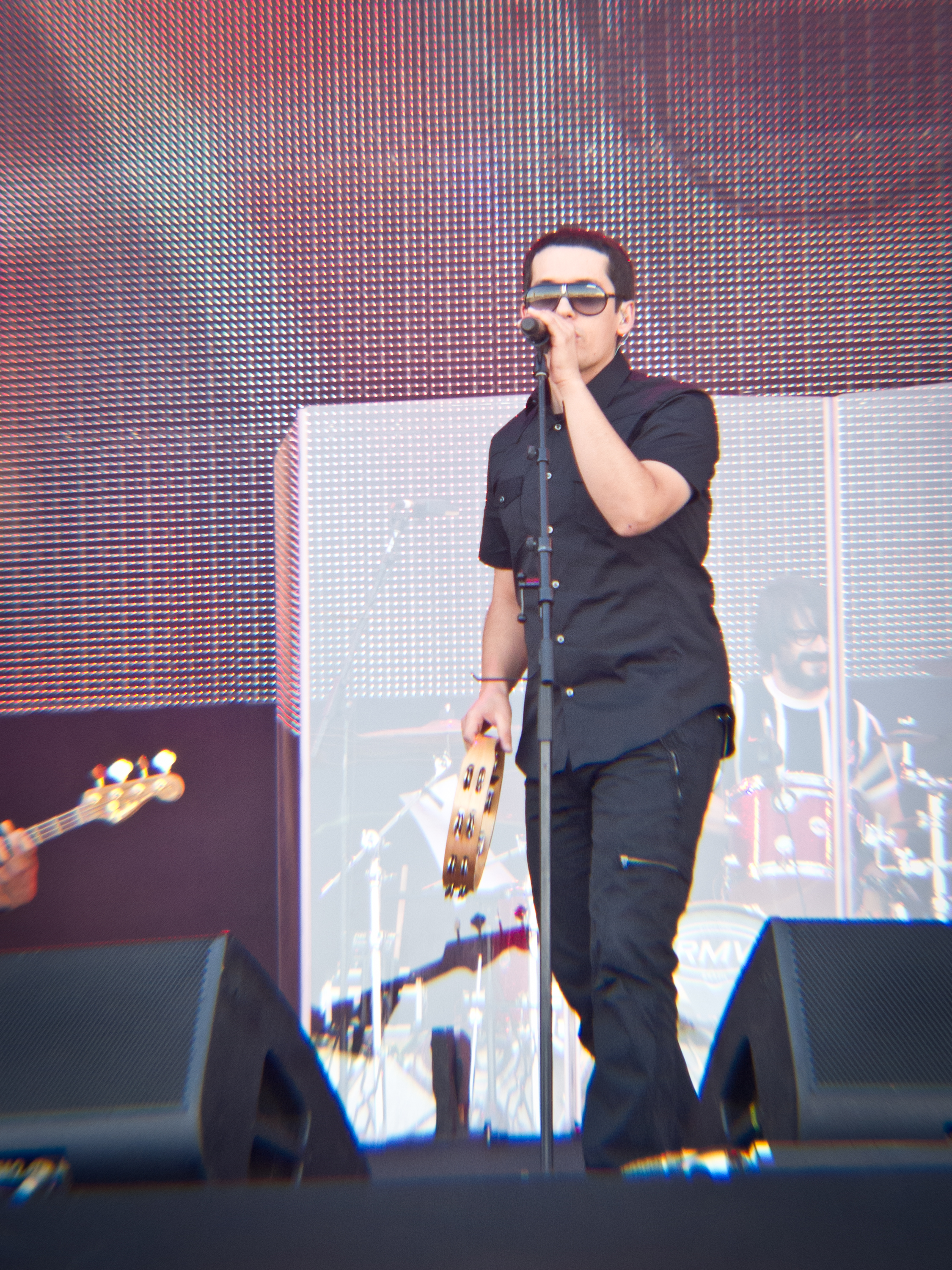
Jorge Ruiz en el Rock in Rio de 2012.

Como líder de Maldita Nerea, Jorge Ruiz ha participado en las siguientes giras: 
| Año       | Nombre de la gira               |
| --------- | ------------------------------- |
| 2009-2010 | Gira El Secreto de las Tortugas |
| 2011      | Gira Fácil                      |
| 2012      | Gira Mucho + Fácil              |
| 2015      | Gira Mira Dentro                |
| 2016      | Gira Gira Dentro                |
| 2017-2018 | Gira Bailarina                  |

## Premios y nominaciones con Maldita Nerea

### Premios 40 Principales
| Año  | Nominación                                                              | Resultado |
| ---- | ----------------------------------------------------------------------- | --------- |
| 2010 | Maldita Nerea como Artista revelación en 40 Principales                 | Ganador   |
| 2010 | Maldita Nerea como Mejor grupo o dúo                                    | Ganador   |
| 2010 | «Cosas que suenan a...» como Mejor canción                              | Ganador   |
| 2010 | «El Secreto de las Tortugas» como Mejor videoclip musical               | Nominado  |
| 2010 | Gira «El Secreto de las Tortugas» como Mejor festival, gira o concierto | Nominado  |
| 2011 | «Fácil» como Mejor álbum                                                | Ganador   |
| 2011 | Maldita Nerea como Mejor artista o grupo                                | Nominado  |
| 2011 | Gira «Fácil» como Mejor festival, gira o concierto                      | Nominado  |
| 2012 | Gira «Mucho + Fácil» como Mejor festival, gira o concierto              | Nominado  |
| 2014 | «Mira Dentro» como Mejor videoclip musical                              | Nominado  |
| 2015 | Gira «Mira Dentro» como Mejor festival, gira o concierto                | Nominado  |

### Premios Lo que de Verdad Importa
| Año  | Nominación                              | Resultado |
| ---- | --------------------------------------- | --------- |
| 2014 | Mira Dentro como Algo + que una canción | Ganador   |

### Premios Cadena 100
| Año  | Nominación                                    | Resultado |
| ---- | --------------------------------------------- | --------- |
| 2011 | Maldita Nerea para Los número 1 de Cadena 100 | Ganador   |

### Disco del Año TVE
| Año  | Nominación                                                       | Resultado |
| ---- | ---------------------------------------------------------------- | --------- |
| 2010 | «Es un secreto... No se lo digas a nadie» como Disco del Año TVE | Nominado  |
| 2011 | «Fácil» como Disco del Año TVE                                   | Nominado  |

### Neox Fan Awards
| Año  | Nominación                    | Resultado |
| ---- | ----------------------------- | --------- |
| 2013 | Maldita Nerea para El grupazo | Nominado  |

### Premios Fcinco Jóvenes Influyentes
| Año  | Nominación    | Categoría | Resultado |
| ---- | ------------- | --------- | --------- |
| 2016 | Maldita Nerea | Música    | Ganador   |

### Premios Cosmo
| Año  | Candidato                         | Resultado |
| ---- | --------------------------------- | --------- |
| 2017 | Bailarina como Canción Cosmo 2017 | Nominado  |

### Premios The Hall Of Stars
| Año  | Nominación                           | Resultado |
| ---- | ------------------------------------ | --------- |
| 2018 | Maldita Nerea como Mejor Grupo o Dúo | Nominado  |
| 2018 | Bailarina como Mejor Álbum Nacional  | Nominado  |

## Jorge Ruiz y el compromiso educativo
Como apasionado del mundo de la comunicación y las emociones, Jorge se ha mostrado siempre muy implicado con el universo de la educación, el talento y el emprendimiento. Así, el cantante insiste en la importancia de entender que cada persona tiene su propio potencial y sus propias capacidades y que estas no son las mismas en todo el mundo. Este pensamiento ha llevado al líder de Maldita Nerea a utilizar su posición en el mundo de la música para concienciar a la gente sobre la importancia de desarrollar el talento de cada persona y explicar lo necesario que es un giro en el sistema educativo, ya que según sus propias palabras, “El talento lo tenemos todos, la educación ayuda a encontrarlo”.
Como parte de su compromiso con el cambio educativo, Jorge Ruiz ha ofrecido numerosas charlas y ha acudido a distintos eventos en los que ha transmitido la importancia de valores como el desarrollo de la creatividad, la escucha activa y una educación mucho más centrada en la persona y sus capacidades individuales.
En 2012, el líder de Maldita Nerea se vinculó con la Fundación Proyecto Hombre Murcia, una institución que ofreció a Jorge la posibilidad de ofrecer una charla en la universidad de la ciudad que le vio nacer. En el encuentro, titulado «Darle la vuelta al mundo», Jorge contó su camino hasta conseguir dedicarse a sus dos pasiones e intentó transmitir a los estudiantes la necesidad de pensar en positivo y trabajar para conseguir lo que uno sueña.
En 2015 Jorge participó en el evento La Educación del Ser, una actividad a la que acudió como patrón de la Fundación Promete y en la que ofreció una conferencia sobre el desarrollo de la creatividad y su relación con el emprendimiento. Además, en este mismo año, Ruiz emprendió junto al resto de componentes de Maldita Nerea, una gira universitaria por México de la mano de la Fundación Promete. Durante su estancia en México, el cantante visitó 14 universidades distintas en las que compartió su visión educativa y ofreció distintas charlas sobre la motivación y la importancia de las emociones en el proceso educativo.
En 2016 continuó con su activismo acudiendo a eventos como la conferencia «Escuchar nos hizo humanos», dirigida por el propio Jorge Ruiz y celebrada en la Facultad de Ciencias de la Salud de la Universidad de Salamanca, centro en el que el vocalista cursó sus estudios de logopedia. Durante la charla, el cantante y logopeda incidió en las carencias que presenta el sistema educativo actual, un sistema que para él no permite centrarnos en las habilidades que cada niño posee y por tanto hace imposible desarrollar su potencial. En este mismo año el cantante participó también a otros encuentros como la Semana de la Educación de la Universidad Nebrija.
En la actualidad, Jorge Ruiz Flores continúa implicado en el cambio educativo y aprovecha sus entrevistas como líder de Maldita Nerea para dar a conocer su visión y concienciar a la gente sobre la importancia de educar escuchando a los niños y de desarrollar un sistema que nos permita focalizarnos en el talento concreto de cada uno de ellos y elevarlo al máximo.

## Libros
- Bailarina. Una estrella abriendo camino (2017)

En diciembre de 2017 Jorge Ruiz publicó su primera obra literaria bajo el mismo título que su octavo disco: Bailarina. Una historia en la que el líder de Maldita Nerea combina su faceta de músico con la de terapeuta del lenguaje.
El libro encierra una profunda reflexión sobre las emociones, la mujer y el lado femenino de las personas a través de la historia de Valeria, una joven que no encuentra su lugar en el mundo y luchará para conocerse a sí misma. Se trata de un trabajo que, junto a su último disco, supone en palabras de Jorge «un homenaje al universo femenino».